# Artyom Gankin
Artyom Pavlovich Gankin (né le 30 août 1991) est un archer kazakh. Son frère, Denis, est également un archer représentant le Kazakhstan.

## Biographie
Gankin commence le tir à l'arc en 2003. Ses premières compétitions ont lieu en 2008. Le premier podium continental de Gankin est en 2011, alors qu'il remporte le bronze à l'épreuve par équipe hommes de l'arc classique.

## Palmarès
- Championnats d'Asie[2]
  -  Médaille de bronze à l'épreuve par équipe homme aux championnats d'Asie 2011 à Téhéran.